# 贡萨加
贡萨加是巴西米纳斯吉拉斯州的一个市镇。总面积210.673平方公里，总人口5620人，人口密度26.7人/平方公里。